# GBU-57
La GBU-57 A/B est une bombe lourde (13 600 kg) anti-bunker guidée avec précision. Résultat du projet Massive Ordnance Penetrator GBU-57A/B (MOP) de l'US Air Force, elle est livrée à partir de 2011.
La GBU-57 A/B est six fois plus lourde que les munitions anti-bunker de la génération précédente, comme la GBU-28 (2 270 kg). Elle fait partie de la famille des bombes guidées (terminologie des forces armées des États-Unis : Guided Bomb Unit, GBU).

## Développement
En 2002, Northrop Grumman et Lockheed Martin travaillent au développement d'une bombe à fort pouvoir pénétrant de 13 600 kg appelée « Big BLU », mais des problèmes techniques et de financement mettent fin aux études. En 2003, à la suite de l'invasion de l'Irak, l'analyse des sites touchés par des bombes anti-bunkers révèle que les bombes pénétrantes en service à cette époque étaient parfois incapables de détruire complètement certaines structures profondément enfouies. Il en résulte en 2003 la relance du développement d'une bombe anti-bunker lourde et le lancement du projet Massive Ordnance Penetrator.
L'US Air Force n'avait pas d'exigences spécifiques vis-à-vis d'une bombe de très grande taille, mais à une collection d'armes[pas clair] dotées de pénétrateurs ou à effet de souffle de grande taille regroupée sous l'appellation « Big BLU » et dont fait partie la bombe Massive Ordnance Air Blast (MOAB). La MOP est développée dans le département munition du laboratoire de recherche de l'US Air Force situé sur l'Eglin Air Force Base, en Floride. Les travaux de conception et les tests sont effectués par Boeing. La bombe est prévue pour être utilisée par les bombardiers B-52 et les B-2, le guidage de précision se faisant par GPS.
Le 19 septembre 2007, Northrop Grumman annonce un contrat de 2,5 milliards de dollars américains portant sur l'adaptation des bombardiers furtifs. Un nombre non dévoilé des 20 bombardiers de l'US Air Force est donc capable d'emporter deux bombes MOP de 13,6 tonnes depuis décembre 2010.

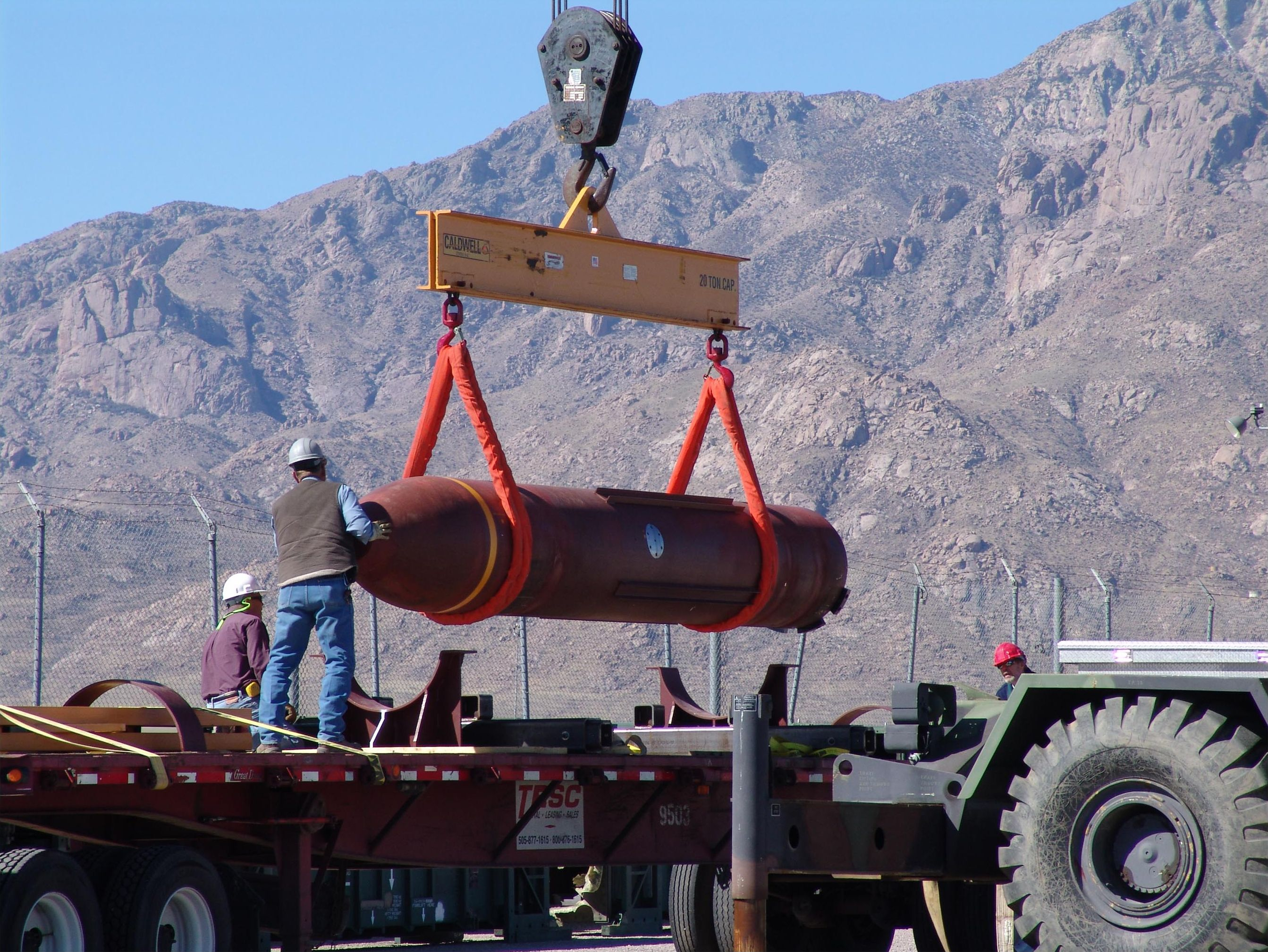
Une Massive Ordnance Penetrator du Defense Threat Reduction Agency (DTRA) est déchargée au White Sands Missile Range, Nouveau-Mexique (photo prise avant le 15 mars 2007).
- Vidéo d'un largage d'une MOP par un B-2.
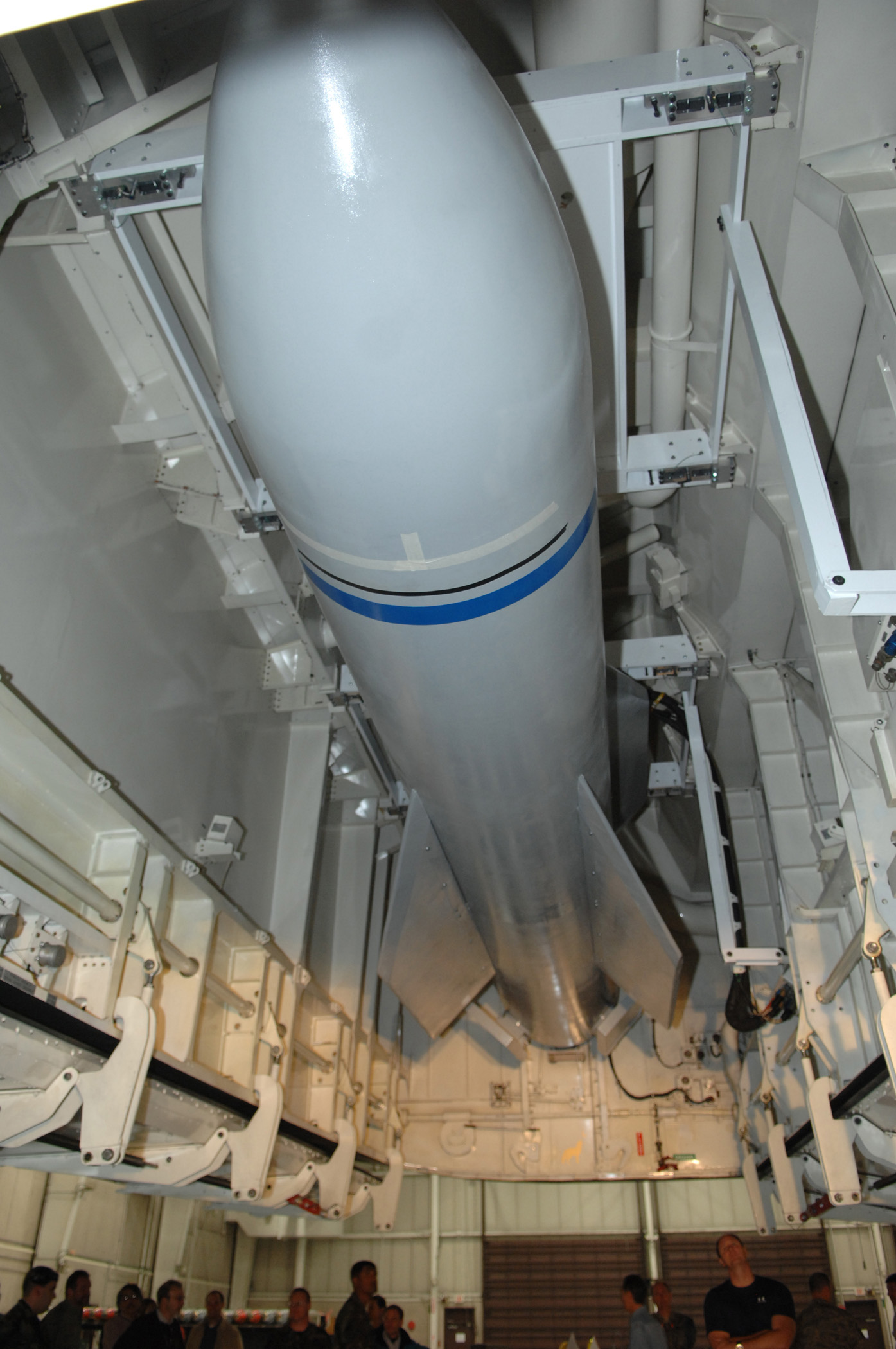
Une maquette de Massive Ordnance Penetrator dans la soute d'un B-2 en 2007.
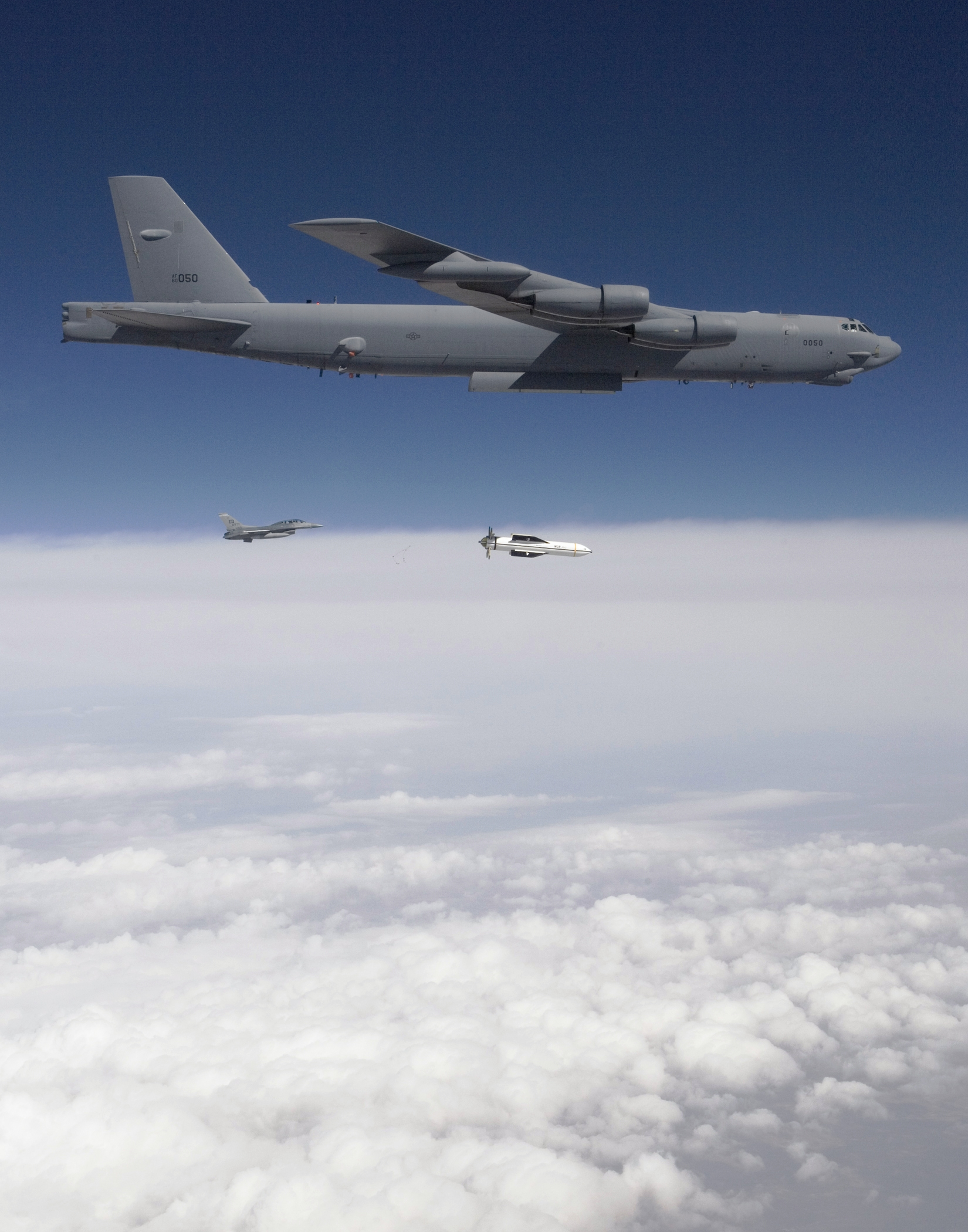
Largage d'une Massive Ordnance Penetrator par un B-52 lors d'un essai le 18 juin 2009.
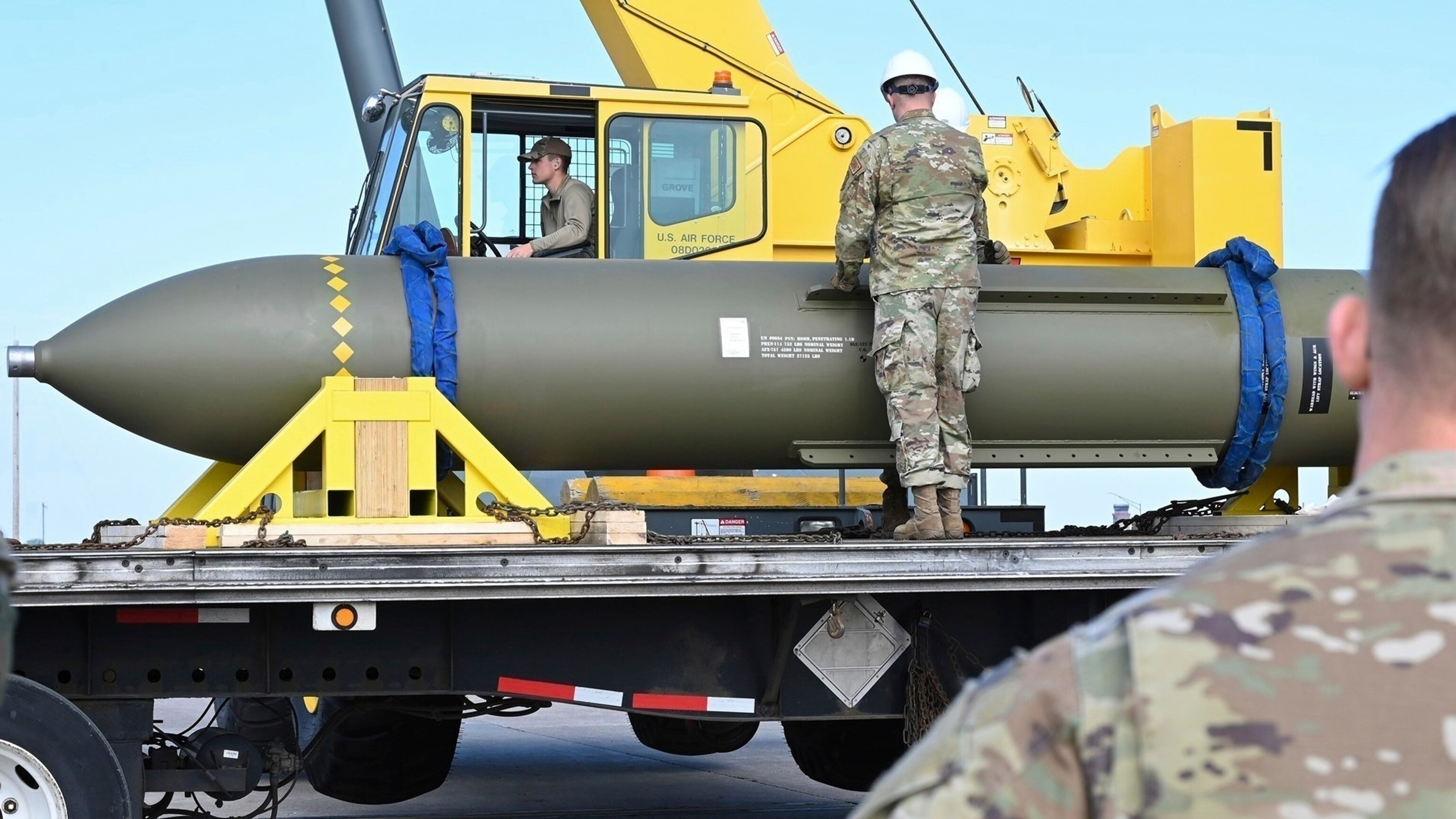
Photo publiée en 2023 d'une GBU-57 sur la base de Whiteman ou sont stationnés les B-2.

## État du programme
Huit bombes MOP ont été commandées pour 28,2 millions de dollars en avril 2011 et 8 autres pour 32,1 millions de dollars en août 2011. Le Global Strike Command a commencé à les réceptionner en septembre 2011.
En 2013, afin de percer la protection des installations du programme nucléaire iranien et nord-coréens, les détonateurs de ces munitions sont ajustés afin de maximiser leur pouvoir de pénétration ; et leur système de guidage est amélioré pour affiner leur précision. Le détonateur a été réglé spécialement afin de résister aux chocs induits par les couches de granit et d'acier. Environ 400 millions de dollars (306 millions d'euros) ont été dépensés pour l'achat et la modernisation de vingt de ces bombes.
En octobre 2015, Boeing Defense, Space & Security est contacté pour un contrat exclusif concernant la refonte, la qualification et les essais de cette munition produite en petite quantité.
Appelée GBU-57D/B, cette version est en service en janvier 2018.
Le 8 février 2018, un contrat de 20 970 424 dollars est accordé à Boeing pour une livraison au plus tard au 31 juillet 2020 de ces nouvelles GBU-57 construites à Saint Charles (Missouri),.
En juin 2025, l'administration Trump s'interroge sur une implication directe des États-Unis aux côtés d'Israël dans la guerre Israël-Iran. L'utilisation de bombes guidées GBU-57 est évoquée en cas d'intervention aérienne, notamment afin de détruire l'usine d'enrichissement d'uranium de Fordo, située à plusieurs dizaines de mètres sous la surface. Cependant, les spécialistes doutent qu'une seule bombe de ce type soit suffisante pour détruire le complexe en raison de sa grande profondeur.

## Utilisation au combat
Dans la nuit du 21 au 22 juin 2025, au neuvième jour de la guerre Israël-Iran, les États-Unis mettent en œuvre l'opération Marteau de minuit (Midnight Hammer). À partir de 2h10 (heure locale), ils bombardent l'usine d'enrichissement d'uranium de Fordo avec douze GBU-57 larguées par six B-2 du 509th Bomb Wing, celle de Natanz avec deux GBU-57 larguées par un B-2 et le centre de technologie et de recherche nucléaire d'Ispahan avec une partie de la trentaine de missiles de croisière Tomahawk tirés par un sous-marin. D'autres munitions air-sol et anti-radar sont tirées par les avions de combat les escortant, un total de 75 munitions étant lancées,.